# Castroregio
Castroregio – miejscowość i gmina we Włoszech, w regionie Kalabria, w prowincji Cosenza.
Według danych na rok 2004 gminę zamieszkiwało 471 osób, 12,4 os./km².